# Giovanni Battista Grimaldi
Giovanni Battista Grimaldi (Génova, 1673 - Génova, 1757) foi o 162.º Doge da República de Génova.

## Biografia
A 7 de junho de 1752, o dia da abdicação do Doge Stefano Lomellini, Grimaldi foi eleito pelo Grande Conselho da República como o seu sucessor, o n.º cento e sessenta e dois na história republicana. No seu mandato teve que enfrentar duas questões internas importantes, na ilha da Córsega para conter a arrogância do Marquês de Coursai e na Ligúria ocidental onde houve vários protestos anti-genoveses, com um envolvimento indirecto mas "interessado" do Reino da Sardenha. Ele deixou o cargo a 7 de junho de 1754 e morreu em Génova em 1757.